# Sokotra (souostroví)
Souostroví Sokotra (arabsky:‏أرخبيل سقطرى – 'Arkhabil Saqutraa) je souostroví sedmi ostrovů v Indickém oceánu patřících Jemenu. Nachází se v blízkosti Afrického rohu a přibližně 350 km jižně od Arabského poloostrova. Od roku 2013 je samostatnou muhafaza (provincie). V roce 2003 byla zařazena na seznam biosférických rezervací a v roce 2008 na seznam světového dědictví UNESCO.

## Zeměpis

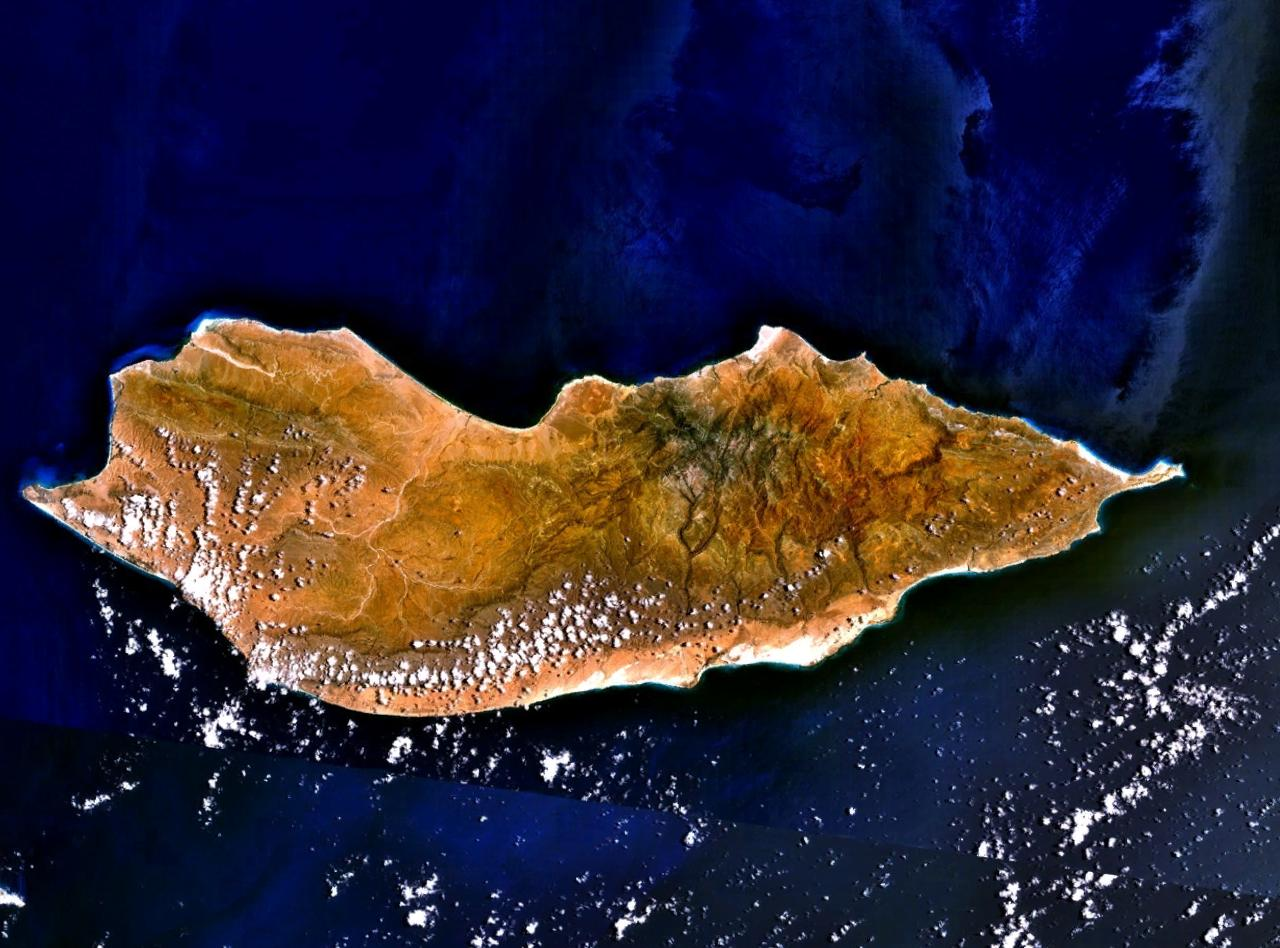
Satelitní snímek ostrova Sokotra.

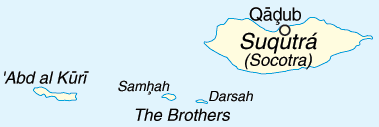
Mapa souostroví Sokotra.

Souostroví tvoří hlavní hornatý ostrov Sokotra (3625 km²) a tři menší ostrovy Abd al-Kúrí, Samha s několika stovkami obyvatel; dále neobydlená Darsa a další neobyvatelné skalnaté ostrůvky. Klima je polosuché, s malými letními srážkami, omezenými na určité oblasti. Povrch je hornatý, částečně pouštní.
Sokotra má tři zeměpisné oblasti: úzké pobřežní pláně, vápencovou plošinu s krasovými jeskyněmi a pohoří Hajhir.

## Dějiny

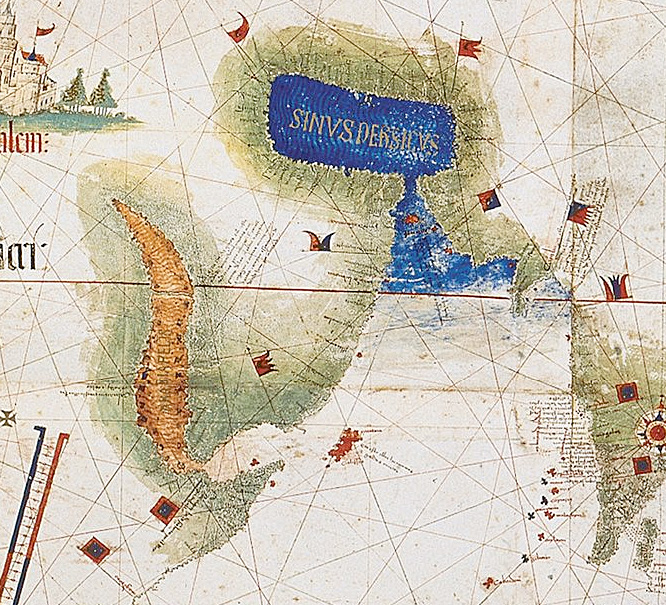
Detail planisféry Cantina: Perský záliv, ostrov Sokotra (červená barva), Rudé moře.

Dějiny souostroví zhruba odpovídá historii říší v jižní Arábii.
V roce 1507 se portugalská flotila pod vedením Tristãa da Cunhy a Afonse de Albuquerqueho vylodila v tehdejším hlavním městě Suq s cílem vytvořit portugalskou základnu, bránit arabskému obchodu z Rudého moře a osvobodit křesťany z islámského jha. Postavili pevnost, ale o čtyři roky později ostrov opustili.
Souostroví patřilo k sultanátu Mahra a v roce 1834 bylo obsazeno Velkou Británií. Protože Britské impérium chtělo ovládnout Adenský záliv jako přístup k přilehlému Rudému moři, stala se Sokotra v roce 1866 britským protektorátem a byla součástí Adenské dohody (1839–1932). S otevřením Suezského průplavu v roce 1867 se tento strategicky důležitý bod stal ještě důležitějším.
Omán, který se v roce 1891 také stal britským protektorátem, opakovaně uplatňoval nároky na ostrov. Britové Omán občas podporovali, aniž by mu však Sokotru skutečně předali. Místo toho v roce 1967 předali Ománu ostrovy Kurjá-Murjá, které si nárokoval Jižní Jemen.
Ostrov hrál významnou roli během studené války. Jemenská lidově demokratická republika (Jižní Jemen), která byla od roku 1967 nezávislá a spřátelená s východním blokem, vyhlásila ostrov ze strategických důvodů za omezenou vojenskou oblast. Sovětské válečné lodě provedly v květnu 1980 obojživelný přistávací manévr na Sokotře a byly zde umístěny dvě letky sovětských bombardérů Suchoj.
Se sjednocením Jižního Jemenu a Severního Jemenu připadl ostrov v roce 1990 Jemenské republice. Od roku 2013 jde o samostatnou provincii.
V souvislosti s vojenským konfliktem v Jemenu převzaly na začátku léta 2018 kontrolu nad ostrovem jednotky Spojených arabských emirátů. V květnu 2019 jemenská vláda oznámila, že se na ostrov dostalo přes 100 separatistů podporovaných Emiráty. Ministr zahraničí Spojených arabských emirátů to popřel.
V únoru 2020 se jemenský armádní pluk umístěný na Sokotře vzbouřil a slíbil svou loajalitu separatistické „Jižní přechodné radě“ v Sokotře, podporované SAE.

## Ekonomika
Na souostroví Sokotra se pěstuje datlová palma, chová se zde dobytek a důležitý je rybolov.